# Evolvulus villosus
Evolvulus villosus är en vindeväxtart som beskrevs av Hipólito Ruiz López och Pav. Evolvulus villosus ingår i släktet Evolvulus och familjen vindeväxter. Inga underarter finns listade i Catalogue of Life.